# Campeonato de Primera C 1993-94 (Argentina)
El Campeonato de Primera C 1993-94 fue la sexagésima edición del certamen y la octava de esta división como cuarta categoría del fútbol argentino. Fue disputado entre el 10 de julio de 1993 y el 10 de julio de 1994 por 19 equipos.
Se incorporaron para esta temporada Villa San Carlos y Liniers, campeón y segundo ascendido de la Primera D, así como Comunicaciones y Luján, descendidos de la Primera B Metropolitana. Además, se incorporó Temperley, que por la quiebra del club había dejado de disputar torneos de AFA en 1991 y cuya participación fue confirmada a último momento. De esta manera, el torneo estuvo conformado por 19 equipos, que jugaron un torneo largo de 38 fechas.
El campeón fue Defensores Unidos, que de esta manera obtuvo el primer ascenso, al vencer en la final a San Telmo, mientras que el segundo ascenso fue para Excursionistas, ganador del Torneo reducido.
Asimismo, el torneo determinó el descenso de Claypole y Juventud Unida, últimos en la tabla de promedios.

## Ascensos y descensos
| Promedio | Descendidos de la Primera C 1992-93 |
| -------- | ----------------------------------- |
| 17.°     | Lugano                              |
| 18.°     | Victoriano Arenas                   |

| Posición  | Ascendidos de la Primera D 1992-93 |
| --------- | ---------------------------------- |
| 1.º       | Villa San Carlos                   |
| Gan. red. | Liniers                            |

| Posición  | Ascendidos a la Primera B 1993-94 |
| --------- | --------------------------------- |
| Campeón   | Colegiales                        |
| Gan. red. | Argentino de Quilmes              |

| Promedio | Descendidos de la Primera B 1992-93 |
| -------- | ----------------------------------- |
| 17.º     | Comunicaciones                      |
| 18.º     | Luján                               |

- También se incorporó para el torneo Temperley. De esta manera, el número de equipos participantes aumentó a 19.

## Equipos participantes
| Equipo              | Ciudad            | Estadio                  | Capacidad |
| ------------------- | ----------------- | ------------------------ | --------- |
| Argentino           | Merlo             | Argentino de Merlo       | 11.000    |
| Barracas Central    | Buenos Aires      | Barracas Central         | 4400      |
| Berazategui         | Berazategui       | Norman Lee               | 5500      |
| Brown               | Adrogué           | Lorenzo Arandilla        | 4500      |
| Claypole            | Claypole          | Rodolfo Vicente Capocasa | 1000      |
| Comunicaciones      | Buenos Aires      | Alfredo Ramos            | 3500      |
| Defensores Unidos   | Zárate            | Gigante de Villa Fox     | 2500      |
| Deportivo Paraguayo | Buenos Aires      | Juan Antonio Arias       | 3000      |
| Excursionistas      | Buenos Aires      | Excursionistas           | 7200      |
| Flandria            | Jáuregui          | Carlos V                 | 5000      |
| Juventud Unida      | San Miguel        | Franco Muggeri           | 3200      |
| Leandro N. Alem     | General Rodríguez | Leandro N. Alem          | 4000      |
| Liniers             | San Justo         | Juan Antonio Arias       | 3000      |
| Luján               | Luján             | Municipal de Luján       | 2000      |
| Midland             | Libertad          | Ciudad de Libertad       | 4000      |
| San Telmo           | Dock Sud          | Dr. Osvaldo Baletto      | 10 500    |
| Temperley           | Temperley         | Alfredo Beranger         | 18.000    |
| Tristán Suárez      | Ezeiza            | 20 de Octubre            | 15 000    |
| Villa San Carlos    | Berisso           | Genacio Sálice           | 4000      |

| 1. |

### Distribución geográfica de los equipos
| Región                                   | Cant. | Equipos |
| ---------------------------------------- | ----- | --- |
| Conurbano bonaerense                     | 10    | Argentino (M), Berazategui, Brown (A), Claypole, Juventud Unida, Liniers, Midland, San Telmo, Temperley Tristán Suárez |
| Ciudad de Buenos Aires                   | 4     | Barracas Central, Comunicaciones, Deportivo Paraguayo y Excursionistas                                                 |
| Interior de la provincia de Buenos Aires | 4     | Defensores Unidos, Flandria, Leandro N. Alem y Luján                                                                   |
| Gran La Plata                            | 1     | Villa San Carlos |

## Formato

### Competición
Se disputaron dos torneos: Apertura y Clausura. En cada uno de ellos, los 19 equipos se enfrentaron todos contra todos. Ambos se jugaron a una sola rueda. Los partidos disputados en el Torneo Clausura representaron los desquites de los del Torneo Apertura, invirtiendo la localía. Si el ganador de ambas fases fuera el mismo equipo, sería el campeón. En cambio, si los ganadores del Apertura y el Clausura fueran dos equipos distintos disputarían una final a dos partidos para determinarlo. El perdedor de la final, por su parte, clasificaría al Torneo reducido.

### Ascensos
Los ganadores de cada uno de los torneos disputaron una final cuyo ganador se consagró campeón y ascendió directamente. Los equipos que finalizaron entre el segundo y el quinto lugar de la tabla del Apertura y entre el segundo y el cuarto lugar de la tabla del Clausura clasificaron al Torneo reducido. Si alguno de esos equipos se repitiera los cupos restantes se repartirían según la ubicación en la tabla de posiciones final. El ganador del Torneo reducido obtuvo el segundo ascenso.

### Descensos
El promedio se calculó con los puntos obtenidos en la fase regular de los torneos de 1991-92, 1992-93 y 1993-94. Los equipos que ocuparon los dos últimos lugares de la tabla de promedios descendieron a la Primera D.

## Torneo Apertura

### Tabla de posiciones
| Pos. | Equipo              | Pts. | PJ | PG | PE | PP | GF | GC | Dif. |
| ---- | ------------------- | ---- | -- | -- | -- | -- | -- | -- | ---- |
| 1.º  | Defensores Unidos   | 29   | 18 | 13 | 3  | 2  | 31 | 14 | 17   |
| 2.º  | Tristán Suárez      | 25   | 18 | 10 | 5  | 3  | 22 | 15 | 7    |
| 3.º  | Leandro N. Alem     | 22   | 18 | 8  | 6  | 4  | 26 | 17 | 9    |
| 4.º  | Villa San Carlos    | 22   | 18 | 7  | 8  | 3  | 22 | 13 | 9    |
| 5.º  | Temperley           | 21   | 18 | 6  | 9  | 3  | 21 | 10 | 11   |
| 6.º  | Midland             | 21   | 18 | 6  | 9  | 3  | 20 | 13 | 7    |
| 7.º  | Excursionistas      | 20   | 18 | 6  | 8  | 4  | 19 | 13 | 6    |
| 8.º  | Deportivo Paraguayo | 20   | 18 | 5  | 10 | 3  | 21 | 19 | 2    |
| 9.º  | San Telmo           | 19   | 18 | 6  | 7  | 5  | 21 | 18 | 3    |
| 10.º | Claypole            | 17   | 18 | 4  | 9  | 5  | 17 | 20 | −3   |
| 11.º | Argentino de Merlo  | 17   | 18 | 5  | 7  | 6  | 14 | 17 | −3   |
| 12.º | Juventud Unida      | 17   | 18 | 4  | 9  | 5  | 17 | 23 | −6   |
| 13.º | Brown de Adrogué    | 16   | 18 | 4  | 8  | 6  | 16 | 18 | −2   |
| 14.º | Berazategui         | 15   | 18 | 4  | 7  | 7  | 22 | 26 | −4   |
| 15.º | Luján               | 15   | 18 | 3  | 9  | 6  | 15 | 21 | −6   |
| 16.º | Barracas Central    | 14   | 18 | 3  | 8  | 7  | 13 | 16 | −3   |
| 17.º | Comunicaciones      | 12   | 18 | 3  | 6  | 9  | 12 | 20 | −8   |
| 18.º | Liniers             | 11   | 18 | 3  | 5  | 10 | 17 | 34 | −17  |
| 19.º | Flandria            | 9    | 18 | 2  | 5  | 11 | 15 | 34 | −19  |

|  | Se consagró campeón del Torneo Apertura. |
|  | Clasificados al Torneo Reducido.         |

|  |

## Torneo Clausura

### Tabla de posiciones
| Pos. | Equipo              | Pts. | PJ | PG | PE | PP | GF | GC | Dif. |
| ---- | ------------------- | ---- | -- | -- | -- | -- | -- | -- | ---- |
| 1.º  | San Telmo           | 29   | 18 | 13 | 3  | 2  | 31 | 14 | 17   |
| 2.º  | Leandro N. Alem     | 26   | 18 | 10 | 6  | 2  | 34 | 17 | 17   |
| 3.º  | Liniers             | 23   | 18 | 8  | 7  | 3  | 28 | 18 | 10   |
| 4.º  | Midland             | 22   | 18 | 9  | 4  | 5  | 25 | 21 | 4    |
| 5.º  | Tristán Suárez      | 21   | 18 | 9  | 3  | 6  | 25 | 18 | 7    |
| 6.º  | Argentino de Merlo  | 21   | 18 | 7  | 7  | 4  | 24 | 18 | 6    |
| 7.º  | Berazategui         | 20   | 18 | 6  | 8  | 4  | 21 | 21 | 0    |
| 8.º  | Excursionistas      | 19   | 18 | 7  | 5  | 6  | 20 | 21 | −1   |
| 9.º  | Brown de Adrogué    | 18   | 18 | 7  | 4  | 7  | 22 | 22 | 0    |
| 10.º | Claypole            | 18   | 18 | 7  | 4  | 7  | 16 | 17 | −1   |
| 11.º | Luján               | 19   | 18 | 7  | 5  | 6  | 18 | 15 | 3    |
| 12.º | Villa San Carlos    | 17   | 18 | 6  | 5  | 7  | 22 | 26 | −4   |
| 13.º | Temperley           | 16   | 18 | 6  | 4  | 8  | 15 | 15 | 0    |
| 14.º | Barracas Central    | 15   | 18 | 6  | 3  | 9  | 22 | 25 | −3   |
| 15.º | Flandria            | 15   | 18 | 5  | 5  | 8  | 13 | 23 | −10  |
| 16.º | Comunicaciones      | 14   | 18 | 5  | 4  | 9  | 21 | 29 | −8   |
| 17.º | Defensores Unidos   | 12   | 18 | 2  | 8  | 8  | 17 | 24 | −7   |
| 18.º | Deportivo Paraguayo | 10   | 18 | 2  | 6  | 10 | 13 | 25 | −12  |
| 19.º | Juventud Unida      | 7    | 18 | 2  | 3  | 13 | 19 | 37 | −18  |

|  | Se consagró campeón del Torneo Clausura. |
|  | Clasificados al Torneo Reducido.         |

|  |

## Final por el campeonato
Fue disputada por los ganadores de los torneos Apertura y Clausura, Defensores Unidos y San Telmo respectivamente. El ganador se consagró campeón y obtuvo el primer ascenso a la Primera B Metropolitana.
| Defensores Unidos | 2 - 1 | San Telmo | Armenia | 21 de mayo de 1994 |

| San Telmo                                                                                 | 1 - 2 | Defensores Unidos | Talleres (RE) | 28 de mayo de 1994 |
| Global 4 - 2. Defensores Unidos se coronó campeón y ascendió a la Primera B Metropolitana |       |                   |               |                    |

## Tabla de posiciones final de la temporada
| Pos. | Equipo              | Pts. | PJ | PG | PE | PP | GF | GC | Dif. |
| ---- | ------------------- | ---- | -- | -- | -- | -- | -- | -- | ---- |
| 1.º  | Leandro N. Alem     | 48   | 36 | 18 | 12 | 6  | 60 | 34 | 26   |
| 2.º  | San Telmo           | 48   | 36 | 19 | 10 | 7  | 52 | 32 | 20   |
| 3.º  | Tristán Suárez      | 46   | 36 | 19 | 8  | 9  | 47 | 33 | 14   |
| 4.º  | Midland             | 43   | 36 | 15 | 13 | 8  | 45 | 34 | 11   |
| 5.º  | Defensores Unidos   | 41   | 36 | 15 | 11 | 10 | 48 | 38 | 10   |
| 6.º  | Villa San Carlos    | 39   | 36 | 13 | 13 | 10 | 44 | 39 | 5    |
| 7.º  | Excursionistas      | 39   | 36 | 13 | 13 | 10 | 39 | 34 | 5    |
| 8.º  | Argentino de Merlo  | 38   | 36 | 12 | 14 | 10 | 38 | 35 | 3    |
| 9.º  | Temperley           | 37   | 36 | 12 | 13 | 11 | 36 | 25 | 11   |
| 10.º | Berazategui         | 35   | 36 | 10 | 15 | 11 | 43 | 47 | −4   |
| 11.º | Claypole            | 35   | 36 | 11 | 13 | 12 | 33 | 37 | −4   |
| 12.º | Brown de Adrogué    | 34   | 36 | 11 | 12 | 13 | 38 | 40 | −2   |
| 13.º | Liniers             | 34   | 36 | 11 | 12 | 13 | 45 | 52 | −7   |
| 14.º | Luján               | 34   | 36 | 10 | 14 | 12 | 33 | 36 | −3   |
| 15.º | Deportivo Paraguayo | 30   | 36 | 7  | 16 | 13 | 34 | 44 | −10  |
| 16.º | Barracas Central    | 29   | 36 | 9  | 11 | 16 | 35 | 41 | −6   |
| 17.º | Comunicaciones      | 26   | 36 | 8  | 10 | 18 | 33 | 49 | −16  |
| 18.º | Juventud Unida      | 24   | 36 | 6  | 12 | 18 | 36 | 60 | −24  |
| 19.º | Flandria            | 24   | 36 | 7  | 10 | 19 | 28 | 57 | −29  |

|  | Clasificados al Torneo Reducido por su ubicación en el Apertura o el Clausura.        |
|  | Clasificado al Torneo Reducido tras perder la final por el campeonato.                |
|  | Campeón. Ascendió a la Primera B Metropolitana tras ganar la final por el campeonato. |
|  | Clasificado al Torneo Reducido por su ubicación en esta tabla.                        |

|  |

## Torneo Reducido

### Cuadro de desarrollo
|  | Cuartos de final | Cuartos de final | Cuartos de final | Cuartos de final |   |                | Semifinales      | Semifinales      | Semifinales      | Semifinales      |  |                       | Final           | Final           | Final           | Final           |  |
|  | 4 y 11 de junio  | 4 y 11 de junio  | 4 y 11 de junio  | 4 y 11 de junio  |   |                | 18 y 26 de junio | 18 y 26 de junio | 18 y 26 de junio | 18 y 26 de junio |  |                       | 3 y 10 de julio | 3 y 10 de julio | 3 y 10 de julio | 3 y 10 de julio |  |
|  |                  |                  |                  |                  |   |                |                  |                  |                  |                  |  |                       |                 |                 |                 |                 |  |
|  |                  |                  |                  |                  |   |                |                  |                  |                  |                  |  |                       |                 |                 |                 |                 |  |
|  | Tristán Suárez   | 0                | 1                | 1                |   |                |                  |                  |                  |                  |  |                       |                 |                 |                 |                 |  |
|  | Tristán Suárez   | 0                | 1                | 1                |   |                |                  |                  |                  |                  |  |                       |                 |                 |                 |                 |  |
|  | Excursionistas   | 1                | 1                | 2                |   |                |                  |                  |                  |                  |  |                       |                 |                 |                 |                 |  |
|  | Excursionistas   | 1                | 1                | 2                |   | Excursionistas | 3                | 1                | 4                |                  |  |                       |                 |                 |                 |                 |  |
|  |                  |                  |                  |                  |   | Excursionistas | 3                | 1                | 4                |                  |  |                       |                 |                 |                 |                 |  |
|  |                  |                  | Temperley        | 1                | 0 | 1              |                  |                  |                  |                  |  |                       |                 |                 |                 |                 |  |
|  | San Telmo        | 1                | Temperley        | 1                | 0 | 1              | 0                | 1                |                  |                  |  |                       |                 |                 |                 |                 |  |
|  | San Telmo        | 1                |                  |                  |   |                |                  |                  |                  |                  |  |                       |                 |                 |                 |                 |  |
|  | Temperley        | 2                | 1                | 3                |   |                |                  |                  |                  |                  |  |                       |                 |                 |                 |                 |  |
|  | Temperley        | 2                | 1                | 3                |   |                |                  |                  |                  |                  |  | Excursionistas (v.d.) | 1               | 1               | 2               |                 |  |
|  |                  |                  |                  |                  |   |                |                  |                  |                  |                  |  | Excursionistas (v.d.) | 1               | 1               | 2               |                 |  |
|  |                  |                  | Liniers          | 1                | 1 | 2              |                  |                  |                  |                  |  |                       |                 |                 |                 |                 |  |
|  | Midland (v.d.)   | 1                | Liniers          | 1                | 1 | 2              | 1                | 2                |                  |                  |  |                       |                 |                 |                 |                 |  |
|  | Midland (v.d.)   | 1                |                  |                  |   |                |                  |                  |                  |                  |  |                       |                 |                 |                 |                 |  |
|  | Villa San Carlos | 1                | 1                | 2                |   |                |                  |                  |                  |                  |  |                       |                 |                 |                 |                 |  |
|  | Villa San Carlos | 1                | 1                | 2                |   | Midland        | 1                | 1                | 2                |                  |  |                       |                 |                 |                 |                 |  |
|  |                  |                  |                  |                  |   | Midland        | 1                | 1                | 2                |                  |  |                       |                 |                 |                 |                 |  |
|  |                  |                  | Liniers          | 1                | 2 | 3              |                  |                  |                  |                  |  |                       |                 |                 |                 |                 |  |
|  | Leandro N. Alem  | 0                | Liniers          | 1                | 2 | 3              | 1                | 1                |                  |                  |  |                       |                 |                 |                 |                 |  |
|  | Leandro N. Alem  | 0                |                  |                  |   |                |                  |                  |                  |                  |  |                       |                 |                 |                 |                 |  |
|  | Liniers          | 3                | 2                | 5                |   |                |                  |                  |                  |                  |  |                       |                 |                 |                 |                 |  |
|  | Liniers          | 3                | 2                | 5                |   |                |                  |                  |                  |                  |  |                       |                 |                 |                 |                 |  |
|  |                  |                  |                  |                  |   |                |                  |                  |                  |                  |  |                       |                 |                 |                 |                 |  |

- Nota: En cada llave, el equipo que ocupa la primera línea es el que definió la serie como local.

Excursionistas ascendió a la Primera B Metropolitana.

## Tabla de descenso
| Pos  | Equipo              | Prom. | 1991-92 | 1992-93 | 1993-94 | Pts | PJ  |
| ---- | ------------------- | ----- | ------- | ------- | ------- | --- | --- |
| 1.º  | San Telmo           | 1,156 | 40      | 30      | 48      | 118 | 102 |
| 2.º  | Excursionistas      | 1,107 | 42      | 32      | 39      | 113 | 102 |
| 3.º  | Villa San Carlos    | 1,083 | -       | -       | 39      | 39  | 36  |
| 4.º  | Defensores Unidos   | 1,057 | -       | 33      | 41      | 74  | 70  |
| 5.º  | Comunicaciones      | 1,029 | 44      | -       | 26      | 70  | 68  |
| 6.º  | Temperley           | 1,027 | -       | -       | 37      | 37  | 36  |
| 7.º  | Argentino de Merlo  | 1,009 | 28      | 37      | 38      | 103 | 102 |
| 8.º  | Berazategui         | 0,990 | 27      | 39      | 35      | 101 | 102 |
| 9.º  | Deportivo Paraguayo | 0,971 | -       | 38      | 30      | 68  | 70  |
| 10.º | Midland             | 0,950 | 17      | 37      | 43      | 97  | 102 |
| 11.º | Tristán Suárez      | 0,950 | 19      | 32      | 46      | 97  | 102 |
| 12.º | Liniers             | 0,944 | -       | -       | 34      | 34  | 36  |
| 13.º | Luján               | 0,944 | -       | -       | 34      | 34  | 36  |
| 14.º | Flandria            | 0,941 | 30      | 42      | 24      | 96  | 102 |
| 15.º | Leandro N. Alem     | 0,931 | 16      | 31      | 48      | 95  | 102 |
| 16.º | Barracas Central    | 0,928 | -       | 36      | 29      | 65  | 70  |
| 17.º | Brown de Adrogué    | 0,921 | 24      | 36      | 34      | 94  | 102 |
| 18.º | Claypole            | 0,892 | 38      | 18      | 35      | 91  | 102 |
| 19.º | Juventud Unida      | 0,771 | -       | 30      | 24      | 54  | 70  |

|  | Descendieron a la Primera D. |